# Незбише
Незбише (словен. Nezbiše) — поселення в общині Подчетртек, Савинський регіон, Словенія. Висота над рівнем моря: 207,2 м.